# Třída Harušio
Třída Harušio byla třída diesel-elektrických ponorek Japonských námořních sil sebeobrany. Celkem bylo postaveno sedm jednotek této třídy. Dnes jsou již vyřazeny.

## Stavba
Loděnice Mitsubishi Heavy Industries a Kawasaki Shipbuilding Corporation postavily v letech 1987–1997 celkem 7 jednotek této třídy.
Jednotky třídy Harušio:
| Jméno            | Založení kýlu     | Spuštěna          | Vstup do služby    | Status                                                           |
| ---------------- | ----------------- | ----------------- | ------------------ | ---------------------------------------------------------------- |
| Harušio (SS-583) | 21. dubna 1987    | 26. července 1989 | 30. listopadu 1990 | vyřazen 27. března 2009                                          |
| Nacušio (SS-584) | 8. dubna 1988     | 20. března 1990   | 20. března 1991    | vyřazen 26. března 2010                                          |
| Hajašio (SS-585) | 9. prosince 1988  | 17. ledna 1991    | 25. března 1992    | od 7. března 2008 cvičná loď (TSS-3606), vyřazen 15. března 2011 |
| Arašio (SS-586)  | 8. ledna 1990     | 17. března 1992   | 17. března 1993    | vyřazen 19. března 2012                                          |
| Wakašio (SS-587) | 12. prosince 1990 | 22. ledna 1993    | 1. března 1994     | vyřazen 5. března 2013                                           |
| Fujušio (SS-588) | 12. prosince 1991 | 16. února 1994    | 7. března 1995     | od 15. března 2011 cvičná loď (TSS-3607), vyřazen 6. března 2015 |
| Asašio (SS-589)  | 24. prosince 1992 | 12. července 1995 | 12. března 1997    | od 9. března 2000 cvičná loď (TSS-3601), vyřazen 27. února 2017  |

## Konstrukce

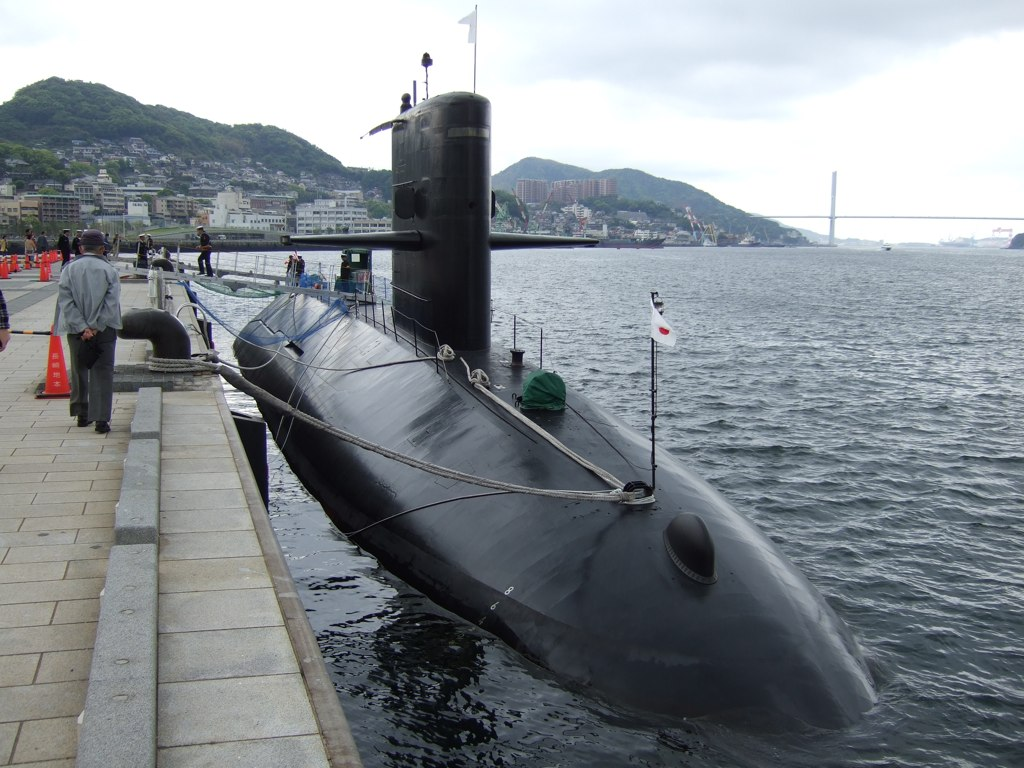
Fujušio (SS-588)

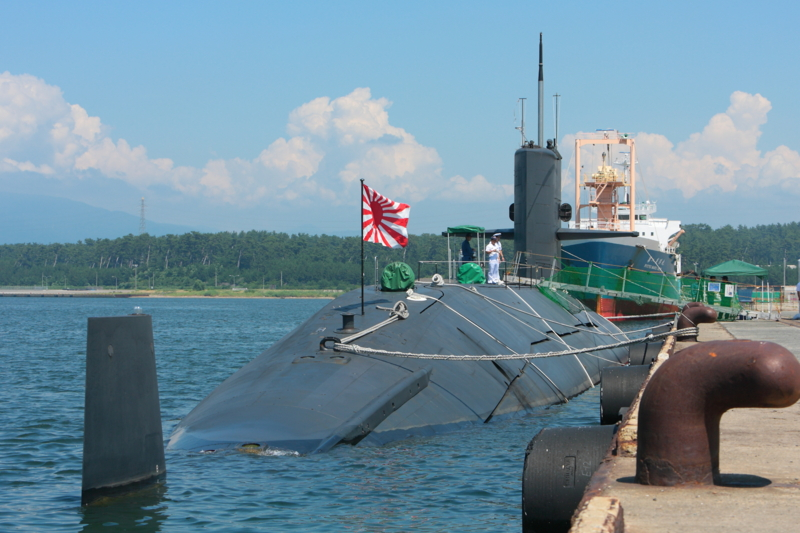
Ponorka třídy Harušio

Třída Harušio mají stejnou základní koncepci jako předcházející třída Júšio. Jsou však mírně delší, s modernější elektronikou a tišším chodem. Trup ponorek má kapkovitý tvar a při jeho stavbě byla použita vysokopevnostní ocel NS 110. Jeho povrch je pokryt akusticky bezodrazovým materiálem. Výzbroj ponorek tvoří šest 533mm torpédometů HU-603B, ze kterých jsou odpalována po drátě naváděná torpéda typu 89 či protilodní střely UGM-84 Harpoon. Zásoba dlouhých zbraní byla 20 kusů. Radar byl typu ZPS-6 a vlečný sonar ZQR-1, trupový sonar první jednotky Harušio byl ZQQ-5 a následující ponorky ZQQ-5B. Ponorky se tak mohou ponořit do hloubky odhadem až 300 metrů.
Pohonný systém je diesel-elektrické koncepce. Tvoří ho dva diesely Kawasaki-MAN 12V 25/25S, dva alternátory Kawasaki a jeden elektromotor Toshiba. Energii uchovávaly baterie. Lodní šroub je jeden. Ponorky dosahují rychlosti 12 uzlů při plavbě na hladině a 20 uzlů pod hladinou.